# Gloria Picazo Calvo
Gloria Picazo Calvo (Barcelona, 1950) és una crítica d'art espanyola i comissària independent d'exposicions d'art contemporani. Al llarg de la seva carrera s'ha centrar la promoció de l'art contemporani espanyol i els seus artistes.

## Trajectòria professional
Col·laboradora del Centre d'Arts Plàstiques Contemporànies de Bordeus, del Centre d'Art Contemporani Metrònom de Barcelona, del Museu d'Art Contemporani de Barcelona MACBA i exdirectora del Centre d'Art la Panera de Lleida.
Des de 2003 fins a 2015 ha estat la directora del Centre d'Art la Panera de Lleida, on s'han realitzat set edicions de la Biennal d'Art Leandre Cristofol i s'ha potenciat la col·lecció del centre, segons les seves paraules “No és una col·lecció d'artistes catalans, però sí ja pensada des d'una òptica catalana, la qual cosa és important perquè, al marge de la col·lecció del MACBA, amb un perfil internacional, no hi ha cap altra pública amb aquestes característiques a Catalunya”.
Les últimes exposicions en La Panera amb Gloria Picazo com a directora són "Vestir i desvestir cossos", "Situacions", "Seguir el fil" i "L'escriptori circular", el divers contingut de les exposicions mostra l'interès de Gloria Picazo d'incentivar i mostrar l'art i els projectes dels artistes espanyols o instal·lats a Espanya, fent veure la responsabilitat de totes les persones que formen part del món de l'art contemporani, destacant el paper de les galeries.“Tots tenim una gran responsabilitat amb l'art espanyol, no només els directors de museus o els comissaris, sinó tots els que treballem en el sector de l'art contemporani, incloses les galeries, el paper de les quals és importantíssim. Hauríem de rescatar el manifest en Defensa de l'Art Español, que van promoure l'any passat diverses associacions, per seguir treballant en aquesta línia”.
A la Universitat Menéndez Pelayo de Santander, amb l'Institut d'Art Contemporani, i l'Associació de Col·leccionistes d'Art Contemporani 9915, va dirigir la trobada “Col·leccionisme d'art contemporani i comisariado” al juliol de 2014, al costat de ponents com Simón Marxen Fiz, María del Corral, Benjamí Weil, Eva González Sancho, Juan Luis Moraza, Pilar Citoler, Nimfa Bisbe, Sergio Rubira i Roser Figueras.
Pertany al consell de redacció de diverses revistes com a L'avenç i Transversal. Picazo ha publicat, des de 2003, en nombroses revistes i periòdics com Exit Express, Editorial Gustavo Gili, Fundació March i El País.
Forma part de jurats d'art contemporani com la convocatòria d'Art Jove del Ministeri de Cultura, BCN Producció 16, Beca a la producció d'una obra audiovisual DKV-ÉS Baluard. A més és coordinadora en estudis sobre performance a el Centre Andalús d'Art Contemporani.
El Museu d'Història de la Ciutat de Girona conserva gravats dels anys 70 i el Museu d'Art de Sabadell exemplars de la revista Èczema, de la qual va ser col·laboradora als anys 80.

## Exposicions
Ha estat comissària de diverses exposicions entre les quals destaquen:
- Casino (Barcelona, Perpinyà, Montpelier, 1983).
- Bèstia! (Barcelona, 1984).
- Intramurs (Brussel·les, 1988).
- Biennal d'Arts Pláticas de Barcelona (1989-1991).
- Emergences (París, 1991).
- Literatures submergides, mostra itinerant (1991-1992).
- Orientalismes, una aproximació contemporània (1998).[16]
- Fragments (2001).

## Publicacions
- Los carteles de Miró (1981).[17]
- Riera i Aragó (1991).[18]
- Estudios sobre Performance (1993).[19]
- Los buenos momentos del artista Jordi Benito.[20]